# Ghare Bolagh-e Olja
Ghare Bolagh-e Olja – wieś w Iranie, w ostanie Azerbejdżan Zachodni, w szahrestanie Szahin Deż. W 2006 roku liczyła 200 mieszkańców.